# 라싱 클루브
라싱 클루브 데 아베야네다(스페인어: Racing Club de Avellaneda)는 아르헨티나 부에노스아이레스주의 아베야네다(스페인어: Avellaneda)를 연고로 하는 축구 클럽이다. 흔히 라싱 클루브 또는 라싱이라 부른다. 아르헨티나 프리메라 디비시온에 속해 있다.
1903년 3월 25일 라이벌 클럽이었던 FC 바라카스와 콜로라도 우니도스의 합병에 의해 탄생했으며 프랑스의 축구 클럽인 라싱 클뢰브 드 프랑스의 이름을 차용하였다. 설립된 이후 아마추어에서 아홉 차례, 프로에서 일곱 차례 우승했다. 코파 리베르타도레스와 인터콘티넨털컵에서도 우승한 바 있으며, 꾸준히 아르헨티나의 강팀 중 하나로 꼽힌다.
홈 구장은 엘 실린드로(El Cilindro de Avellaneda)라는 별칭으로 더 잘 알려진 에스타디오 프레시덴테 후안 도밍고 페론(스페인어: Estadio Presidente Juan Domingo Perón)이다. 이 경기장에서 얼마 떨어지지 않은 곳에 인데펜디엔테의 경기장인 에스타디오 리베르타도레스 데 아메리카가 위치하고 있어 두 팀은 매우 치열한 라이벌 관계를 형성하고 있다. 이들의 더비 경기는 아베야네다 클라시코라 불리며, 아르헨티나에선 (수페르클라시코 다음으로) 중요한 축구 라이벌전이다.

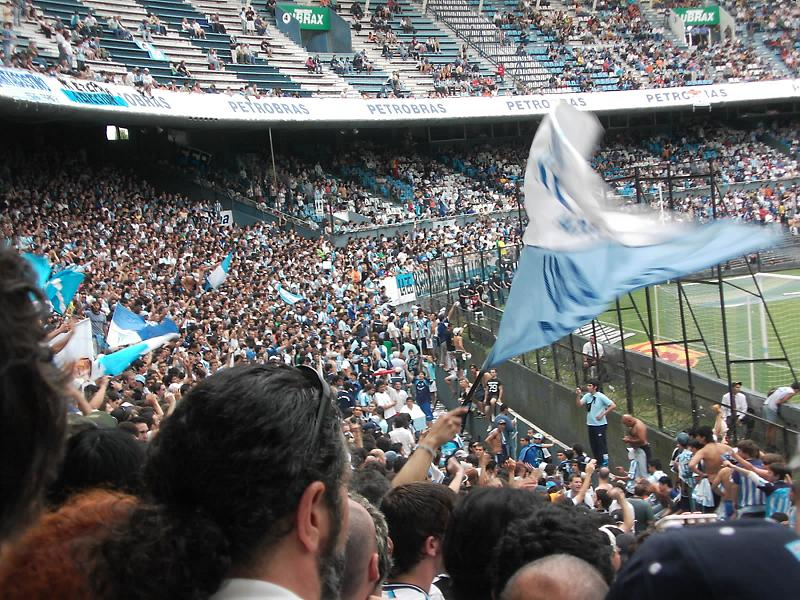
라싱의 팬(hinchada)들

## 우승 기록

#### 아마추어: 9회
- 1913년 - 캄페오나토 (Campeonato)
- 1914년 - 캄페오나토 (Campeonato)
- 1915년 - 캄페오나토 (Campeonato)
- 1916년 - 캄페오나토 (Campeonato)
- 1917년 - 캄페오나토 (Campeonato)
- 1918년 - 캄페오나토 (Campeonato)
- 1919년 - 캄페오나토 (Campeonato) - 7년 연속 대회 우승!
- 1921년 - 캄페오나토 (Campeonato)
- 1925년 - 캄페오나토 (Campeonato)

#### 프리메라 디비시온: 7회
- 1949년 - 캄페오나토 (Campeonato)
- 1950년 - 캄페오나토 (Campeonato)
- 1951년 - 캄페오나토 (Campeonato) - 3년 연속 대회 우승!
- 1958년 - 캄페오나토 (Campeonato)
- 1961년 - 캄페오나토 (Campeonato)
- 1966년 - 캄페오나토 (Campeonato)
- 2001년 - 아페르투라(Apertura)

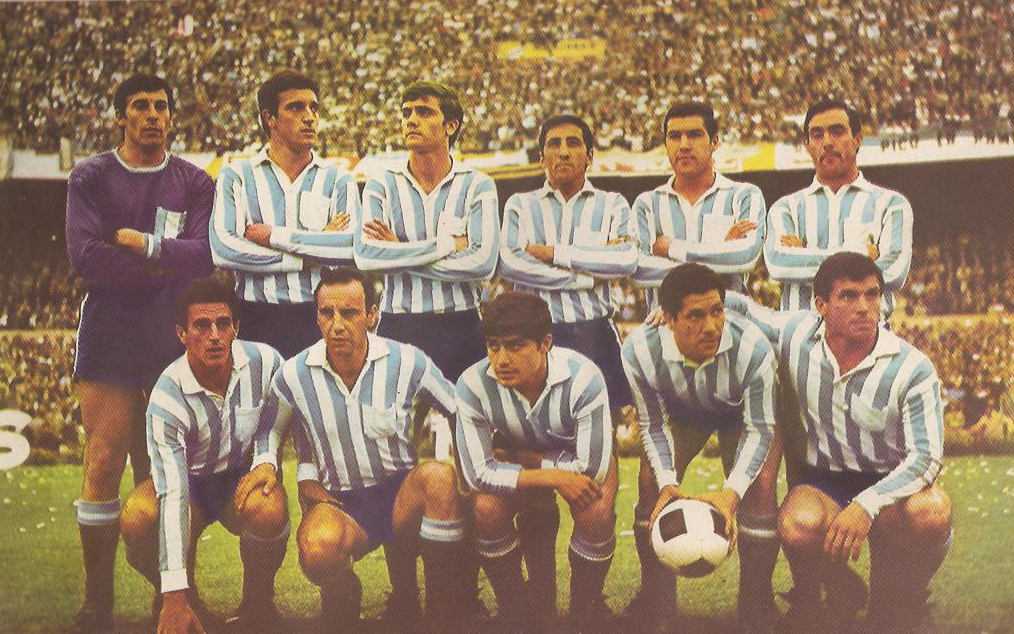
1967년 인터콘티넨털컵 우승 당시, 셀틱과의 경기 전 사진.

#### 국제대회: 5회
- 인터콘티넨털컵: 1회 - 1967년
- 코파 리베르타도레스: 1회 - 1967년
- 수페르코파 수다메리카나: 1회 - 1988년
- 코파 인테라메리카나: 1회 - 1988년

## 선수 명단

### 현역
참고: FIFA 자격 규정에 따라 소속된 국가대표팀 국기를 표시합니다. 선수는 복수의 FIFA 비회원국 국적을 가지고 있을 수 있습니다.
| 번호 | 포지션 | 국적     | 이름              |
| ---- | ------ | -------- | ----------------- |
| 15   | DF     | 우루과이 | 가스톤 마르티레나 |
| 16   | MF     | 우루과이 | 마르틴 바리오스   |
| 21   | GK     |          | 가브리엘 아리아스 |

| 번호 | 포지션 | 국적 | 이름 |
| ---- | ------ | ---- | ---- |

## 역대 감독
| 감독                | 임기        |
| ------------------- | ----------- |
| 알피오 바실레       | 1978        |
| 알피오 바실레       | 1986 ~ 1989 |
| 루이스 쿠비야       | 1994        |
| 알피오 바실레       | 1996 ~ 1997 |
| 오스발도 아르딜레스 | 2002 ~ 2003 |
| 알피오 바실레       | 2012        |
| 후안 안토니오 피시  | 2021        |